# Hraběšín
Hraběšín är en ort i Tjeckien.   Den ligger i regionen Mellersta Böhmen, i den centrala delen av landet, 70 km öster om huvudstaden Prag. Hraběšín ligger 362 meter över havet och antalet invånare är 120.
Terrängen runt Hraběšín är huvudsakligen platt, men söderut är den kuperad. Runt Hraběšín är det ganska glesbefolkat, med 31 invånare per kvadratkilometer. Närmaste större samhälle är Kutná Hora, 11,6 km norr om Hraběšín. Trakten runt Hraběšín består till största delen av jordbruksmark.